# Distretto di Makete
Il distretto di Makete è uno dei distretti in cui è amministrativamente suddivisa la regione di Njombe in Tanzania. È suddiviso nelle seguenti 22 circoscrizioni:
- Bulongwa
- Ikuwo
- Iniho
- Ipelele
- Ipepo
- Isapulano
- Itundu
- Iwawa
- Kigala
- Kigulu
- Kipagilo
- Kitulo
- Lupalilo
- Lupila
- Luwumbu
- Mang'oto
- Matamba
- Mbalatse
- Mfumbi
- Mlondwe
- Tandala
- Ukwama